# Giant from the Unknown
Giant from the Unknown, noto anche con i titoli di lavorazione Giant from Devil's Crag e The Diablo Giant, è un film del 1958 diretto da Richard Cunha.
Il film fonde i generi della fantascienza, del dramma e dell'horror. Girato in bianco e nero, il film è stato prodotto da Marc Frederic e Arthur A. Jacobs. Il cast principale include Ed Kemmer (accreditato come Edward Kemmer), Sally Fraser e Buddy Baer. La distribuzione nelle sale cinematografiche è avvenuta nel dicembre del 1957, a cura di Astor Pictures, in abbinamento con il film She Demons. Il film è un classico esempio di film di fantascienza degli anni '50, con elementi di creature giganti e suspense. L'abbinamento con She Demons era una pratica comune all'epoca, per massimizzare l'affluenza al cinema.

## Trama
A Pine Ridge, una tranquilla cittadina di montagna californiana, la paura serpeggia tra i cittadini a causa di una serie di macabre mutilazioni di bestiame avvenute nella vicina Devil's Crag. La tensione raggiunge l'apice con la scoperta del corpo senza vita di Harold Banks, un residente locale, ucciso con le stesse modalità brutali delle bestie. Lo sceriffo Parker, di fronte a questa escalation di violenza, impone un divieto assoluto di accesso alla zona, mentre nell'aria si fa strada l'inquietante ipotesi di una natura soprannaturale delle morti. "Indian Joe", un nativo americano, alimenta ulteriormente il terrore confermando i timori di un'antica maledizione tribale, ma le sue parole vengono bruscamente interrotte e lui stesso viene allontanato dalla città dallo sceriffo, scettico e determinato a mantenere la calma.
Wayne Brooks, geologo locale, viene informato della morte di Harold Banks da Anne e Charlie Brown, due fratelli residenti a Pine Ridge. Lo sceriffo Parker, sospettoso, interroga Brooks, avendo appreso di un recente alterco tra i due. L'arrivo del dottor Cleveland e di sua figlia Janet, archeologi intenzionati a compiere ricerche nella zona, interrompe l'interrogatorio. Mentre Brooks aiuta Janet a procurarsi le provviste, Parker informa Cleveland dell'omicidio di Banks. Durante la cena, Brooks, ex allievo di Cleveland, si offre di guidare il professore nelle sue ricerche a Devil's Crag.

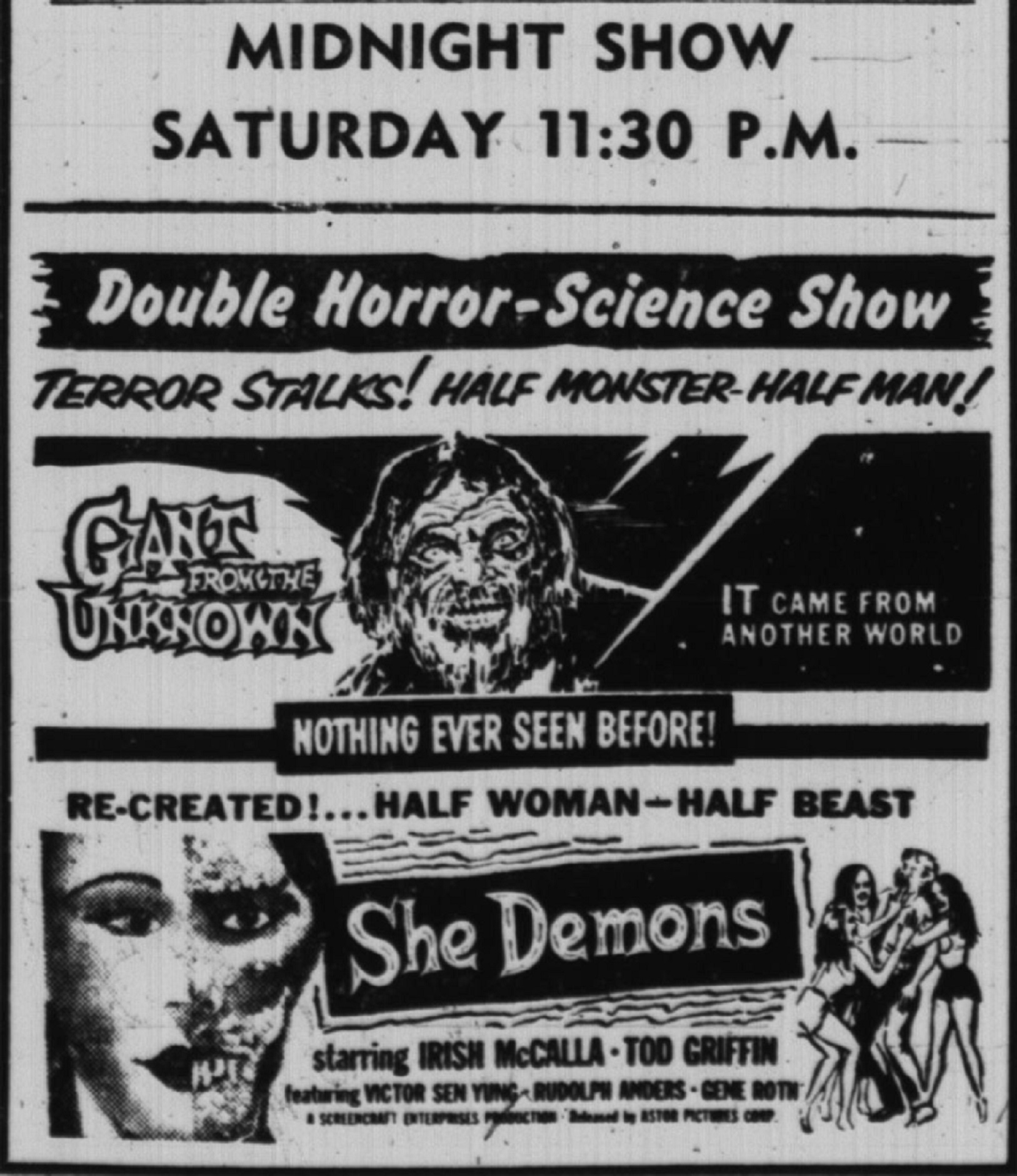
Pubblicità della proiezione di mezzanotte del 1958 per Giant from the Unknown e il co-protagonista She Demons

Durante la cena, Brooks condivide con Cleveland una leggenda locale dei nativi americani, che narra di spiriti maligni che si manifestano a Devil's Crag. Rivela inoltre di possedere manufatti indigeni rinvenuti nella zona. Il dottor Cleveland, a sua volta, confida di essere alla ricerca dei resti di una spedizione spagnola, guidata 500 anni prima da un uomo di statura imponente di nome Vargas, soprannominato il "Diablo Giant". Questo gruppo, noto come "Brigata Diablo", si era separato dalla spedizione principale e si era stabilito a Devil's Crag. Dopo cena, Janet accetta l'invito di Brooks per un'uscita, a condizione che lui accompagni prima Cleveland al suo laboratorio sul campo.
Nel laboratorio di Brooks, mentre Cleveland esamina i reperti, Janet scopre una piccola lucertola all'interno di una scatola. Brooks spiega di averla trovata intrappolata in una roccia, dove era rimasta per lungo tempo in uno stato di animazione sospesa. Cleveland, incuriosito, prosegue l'analisi dei reperti, ignaro che Indian Joe li stia osservando attentamente attraverso una finestra.
Al ritorno di Brooks e Janet, Cleveland li chiama con entusiasmo. Ha ricomposto i frammenti dei reperti, formando una croce, e ora ipotizza che i conquistadores abbiano influenzato la popolazione locale secoli prima. La mattina seguente, il trio si dirige verso Devil's Crag, seguito a distanza dallo sceriffo Parker sulla sua auto di pattuglia. Parker ferma Brooks, rimproverandolo per aver lasciato la città e per essersi addentrato in una zona proibita. Cleveland interviene, mostrando un permesso di un Commissario che lo autorizza a condurre le sue ricerche. Nonostante Cleveland assicuri a Parker che sono armati e in grado di difendersi, lo sceriffo rimane scettico e si allontana, lasciando il piccolo gruppo ad allestire il campo base.
Mentre Brooks esplora la zona il giorno seguente, Indian Joe spara nella sua direzione. Joe, con fare enigmatico, afferma di essere a caccia di conigli, ma interroga Brooks sulle loro intenzioni, chiedendo se siano lì per profanare le tombe dei nativi americani. Brooks lo rassicura, spiegando che sono alla ricerca di reperti spagnoli. Joe, apparentemente soddisfatto, acconsente ad andare a caccia altrove, ma non prima di aver avvertito Brooks che quel luogo è pervaso dal male.
Brooks, di ritorno al campo, comunica a Cleveland di aver notato dei cambiamenti nel paesaggio, ipotizzando che un recente temporale possa aver sconvolto la zona. Iniziano a perlustrare l'area con i metal detector, ma senza successo. Janet, vedendo la frustrazione di Cleveland, lo incoraggia a desistere, e lui accetta di interrompere le ricerche. Tuttavia, proprio mentre si preparano a ripartire, Cleveland rileva casualmente un segnale con uno dei metal detector. Scavando nel punto indicato, il gruppo porta alla luce numerosi reperti spagnoli, tra cui armature, armi e resti ossei. Brooks, esaminando una formazione rocciosa simile a quella in cui aveva trovato la lucertola, scopre il manico intatto di un'ascia di dimensioni colossali, che attribuisce al leggendario "Diablo Giant". L'arrivo improvviso di una violenta tempesta elettrica costringe il gruppo a ripararsi, ignari che, proprio in quel momento, il "Diablo Giant" Vargas stia emergendo dalle macerie del sito di scavo.
Il giorno seguente, il gruppo si imbatte in una vasta depressione nel terreno, dove giacciono un'armatura di dimensioni colossali e altri reperti. La scoperta alimenta la loro speculazione: Vargas, come la lucertola, potrebbe essere stato in uno stato di animazione sospesa e quindi ancora in vita. La loro ipotesi si rivela tragicamente fondata. Nella notte, il corpo di Vargas, un uomo di 500 anni riportato in vita da un fulmine, emerge dalle tenebre e inizia a perseguitare il gruppo, culminando nel brutale assassinio di Anne Brown.
Lo sceriffo Parker, basandosi sulla scoperta di un medaglione (proveniente dai reperti di Brooks) stretto nella mano di Anne, accusa e arresta Brooks per il suo omicidio. Nel frattempo, il gigante Vargas, dopo aver commesso un altro brutale omicidio, continua a vagare per le terre selvagge, seminando terrore. Gli abitanti di Pine Ridge, uniti, si mobilitano per aiutare lo sceriffo nella caccia al gigante, che continua a causare danni e vittime. Alla fine, Brooks, dimostrando il suo coraggio e la sua innocenza, riesce a eliminare Vargas, spingendolo a precipitare da un ponte sospeso sopra una cascata impetuosa.

## Produzione
Il trucco del film è opera di Jack Pierce, un maestro del settore, celebre per aver creato gli iconici look dei mostri della Universal Pictures, come quelli di Frankenstein (1931), La mummia (1932) e L'uomo lupo (1941). La sua esperienza ha contribuito a dare vita all'aspetto minaccioso del "Diablo Giant". Buddy Baer, l'attore che interpreta Vargas, aveva già vestito i panni di un gigante nel film Jack e la pianta di fagioli (1952), con Bud Abbott e Lou Costello. Il film è stato girato nella suggestiva cornice di Fawnskin, in California, e nei dintorni della foresta nazionale di San Bernardino.

## Accoglienza ed eredità
Giant from the Unknown ha suscitato reazioni contrastanti nel corso degli anni, oscillando tra la nostalgia per il cinema di genere degli anni '50 e un'analisi più critica della sua qualità. Il regista, produttore, attore e montatore americano Joe Dante, nella sua webserie "Trailers from Hell", ha ricordato con affetto il film, sottolineando come le pubblicità dell'epoca lo presentassero come "Qualcosa che proviene da un altro mondo". Dante ha evidenziato la nostalgia per l'epoca dei doppi lungometraggi in bianco e nero, un mondo cinematografico ormai scomparso. Il critico Glenn Erickson ha offerto una valutazione più analitica del film, definendolo un "western di gruppo" di intrattenimento leggero, incentrato su un gigante violento risvegliato dal XVI secolo. Erickson ha inoltre apprezzato le interpretazioni degli attori, la regia solida di Richard Cunha, le riprese di buona fattura e, in particolare, la colonna sonora di Albert Glasser.
Giant from the Unknown ha trovato nuova visibilità nel 1996, quando è stato trasmesso all'interno di "Nightmare Theater's Chill-O-Rama Horror Show", un programma televisivo notturno.

## Home video
Il film ha avuto diverse edizioni home video nel corso degli anni. Il film è stato distribuito per la prima volta in DVD il 24 ottobre 2000. Il 2 marzo 2012, Image Entertainment ha ripubblicato il film in DVD. Nel 2020, Film Detective ha rilasciato una versione Blu-ray del film, presentando una versione widescreen restaurata. Questa edizione speciale include un commento audio di Tom Weaver, Larry Blamire, Rick Cunha e registrazioni d'archivio di Richard Cunha e del produttore Arthur A. Jacobs, che condividono i loro ricordi del film.